# Брикс, Оге
Оге Эмиль Брикс (норв. Aage Emil Brix; 9 декабря 1894, Лексингтон, Небраска — 16 марта 1963, Лос-Анджелес, Калифорния) — американский футболист, нападающий. Участник летних Олимпийских игр 1924 года.

## Биография
Оге Брикс родился 9 декабря 1894 года в американском городе Лексингтон в штате Небраска.
Работал врачом. В 1916 году прошёл стажировку в городской и окружной больнице Лос-Анджелеса.
Играл в футбол на позиции нападающего за команду легкоатлетического клуба Лос-Анджелеса.
В 1924 году вошёл в состав сборной США по футболу на летних Олимпийских играх в Париже, поделившей 9-16-е места. Играл на позиции нападающего в матче 1/16 финала против сборной Эстонии (1:0), мячей не забивал. В ходе поединка после удара в бок получил повреждение печени, которое привело к завершению международной карьеры. Этот поединок стал для Брикса единственным в составе сборной страны.
Умер 16 марта 1963 года в Лос-Анджелесе.